# Bahía de las Ballenas
La bahía de las Ballenas (en inglés, Bay of Whales) es un puerto de hielo en el frente de la barrera de hielo de Ross justo al norte de la isla Roosevelt en la Antártida.
Es el punto de mar abierto más austral no solo del mar de Ross sino de todo el mundo. Aunque el mar de Ross se extiende mucho más al sur, desde ahí está cubierto por la barrera de hielo de Ross.
Es un puerto de hielo natural que sirvió de base para la expedición Amundsen al Polo sur en 1911, la expedición de Byrd de 1928-1930 y 1933-1935, y para la base occidental del servicio Antártico de los EE. UU., 1939-1941.
La configuración del puerto cambia continuamente. Un estudio para la expedición de Byrd en 1934 determinó que el fenómeno se da por el cruce de dos sistemas de hielo diferentes, los movimientos de los cuales están influidos por la presencia de la isla Roosevelt.
La bahía fue nombrada así por Ernest Shackleton durante la expedición Nimrod, el 24 de enero de 1908, a causa del gran número de ballenas avistadas.

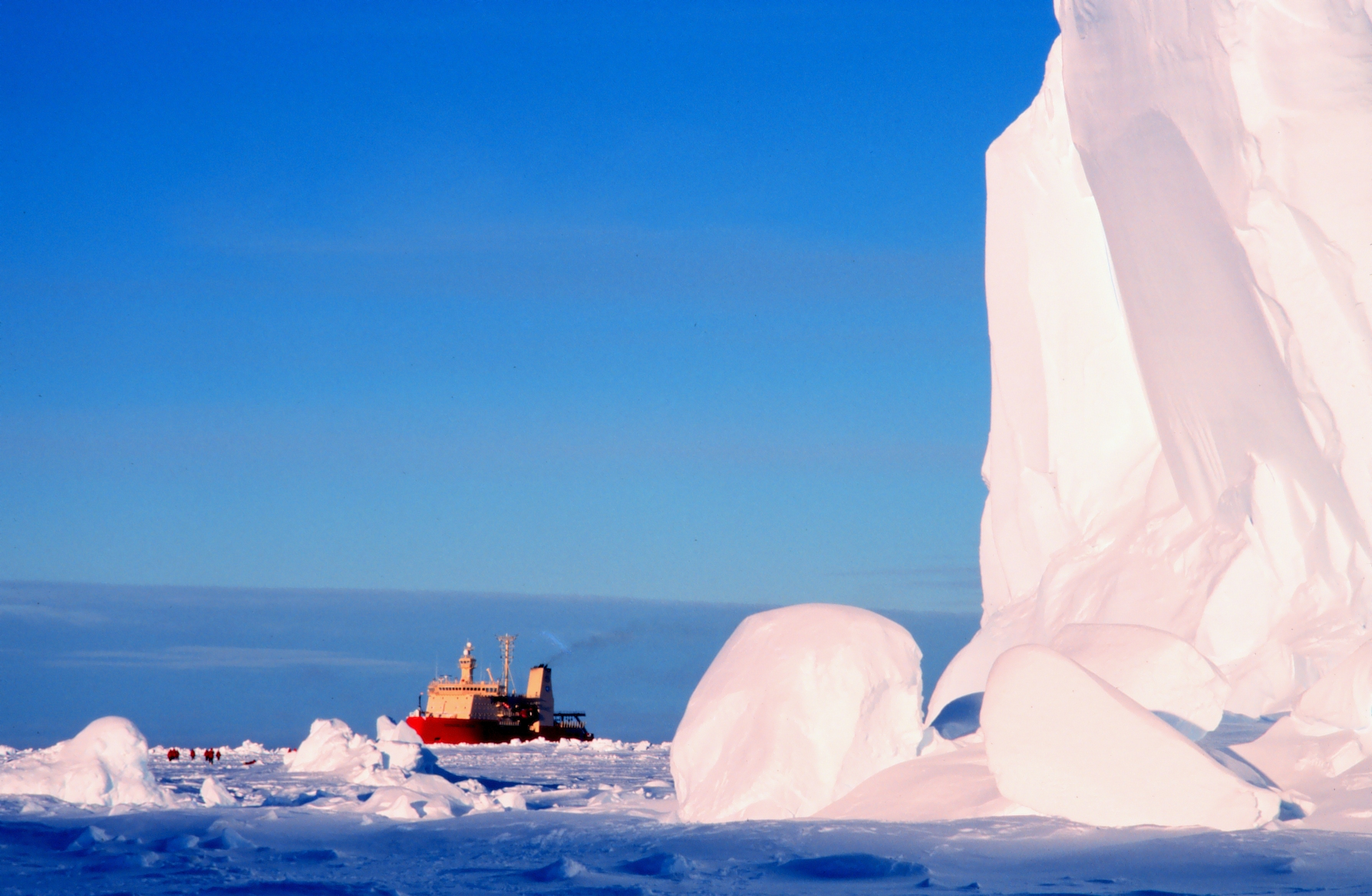
Barco rompehielos oceanográfico en la bahía.